# Лохово (Иркутская область)
Лохово — село в Черемховском районе Иркутской области России. Административный центр Лоховского муниципального образования.

## География
Село находится на расстоянии примерно 15 км к юго-западу от города Черемхово, административного центра района.

## Население
| 2002 | 2010 | 2011 | 2012 |
| ---- | ---- | ---- | ---- |
| 960  | ↘914 | ↘911 | ↘909 |

## Улицы
| - ул. 1 Коммуны, - ул. 40 лет Победы, - пер. Колхозный, | - ул. Октябрьская, - ул. Первомайская, - ул. Советская, | - ул. Степная, - ул. Школьная, - ул. Юбилейная. |